# Любовское
Любовское — деревня в Приморском районе Архангельской области. Входит в состав Лисестровского сельского поселения (муниципальное образование «Лисестровское»).

## Географическое положение
Деревня расположена между федеральной автомобильной дорогой М8 «Холмогоры» на юго-западе, путями Северной железной дороги на востоке и границей городского округа «Город Архангельск» на севере. Ближайшая железнодорожная станция, Бакарица, находится в километре к северу.

## Население
Численность населения деревни, по данным Всероссийской переписи населения 2010 года, составляла 15 человек. 
| Население                            | на 1 января 2010 года |
| ------------------------------------ | --------------------- |
| В возрасте до 16 лет                 | 3                     |
| Трудовые ресурсы (из них работающих) | 17 (17)               |
| Пенсионеры                           | 19                    |
| Всего                                | 39                    |
| Прибыло / выбыло (за год)            | 2 / 2                 |
| Родилось / умерло (за год)           | 0 / 0                 |

## Инфраструктура
Жилищный фонд деревни составляет 2,6 тыс. м². Объекты социальной сферы и стационарного торгового обслуживания населения на территории населённого пункта отсутствуют. Предприятия, расположенные на территории деревни (со среднесписочной численностью работников) на 1 января 2010 года:
- СХП «Любовское» (50);
- Дорожно-эксплуатационное управление (10).